# Joulter Cays
Joulter Cays – małe niezamieszkane wyspy na północ od Androsu na Bahamach. W strefie pływów wokół małych wysp porośniętych roślinnością dominuje piasek ooidowy.
W 2012 r. obszary Joulter Cays wyznaczono jako ważny obszar ptaków dla zagrożonej sieweczki piżmowej i szlamca krótkodziobego. Program międzynarodowych sojuszy Narodowego Towarzystwa Audubon i Bahamas National Trust współpracowały nad ustanowieniem w 2015 r. Joulter Cays jako krajowego parku. Jednak niektórzy lokalni mieszkańcy obawiają się jednak, że status parku narodowego uniemożliwiłby świadczenie usług przewodników dla turystów. Wyspy są znane jako miejsce połowów albulów i permitów.